# Santana do São Francisco
Santana do São Francisco este un oraș în Sergipe (SE), Brazilia.